# Bahadir Ier Giray
Bahadir Ier Giray (mort en 1641) est un khan de Crimée ayant régné de 1637 à 1641.

## Origine
Bahadir Giray est le fils de Selamet Ier Giray.

## Règne
Bahadir Ier Giray succède à Inayet Giray, déposé. Il nomme immédiatement qalgha son frère puiné Islam Giray et nureddin son autre frère Safa Giray. Le nouveau khan fait officiellement signifier son accession au trône à l'empereur Ferdinand III du Saint-Empire, au roi de Pologne et au tsar de Russie.
L'année suivante, il organise une traditionnelle expédition de pillage dans le sud de la Russie et une seconde destinée à soumettre les Nogaïs  Mansur (1638).
En 1639, il a envoie son frère cadet Krim Giray, connu sous le nom du « Petit Sultan », avec un contingent de troupes tatares pour appuyer les Ottomans lors de la campagne de Bagdad, puis lors de  l'hiver 1639-1640, il dépêche une autre expédition contre la Pologne. Lorsque son armée traverse le Dniestr gelé, la glace se rompt et ses soldats se noient ou sont exterminés par les Polonais.
En 1641, les Ottomans envoient un corps de 20 000 janissaires pour reprendre Azov, occupée par les cosaques. Les Tatars de Crimée, commandés par le khan lui-même, et un contingent de 50 000 hommes accompagnés par 10 000 Tcherkesses rejoignent l'expédition sous les murs de la ville. Les cosaques, qui ne comptaient que 800 soldats, résistent aux attaques. Les Ottomans, affaiblis par le manque de ravitaillement et une épidémie de peste, renoncent à reprendre la ville et font voile vers le Bosphore. Sur le chemin du retour, une partie de leur flotte s'abime sur des récifs à l'embouchure du Don. Les Turcs ont subi de lourdes pertes de 7 000 janissaires sans compter les auxiliaires, Valaques, Moldaves, Tatars et Tcherkesses.
À la fin 1641, peu après son retour d'Azov, Bahadir Ier Giray meurt peut-être victime de l'épidémie qui a commencé lors du siège de la ville. Il a comme successeur son frère Mehmed IV Giray, qui était jusqu'à présent en exil à Rhodes.
Bahadir Ier Giray se distingue des autres khans de Crimée par son esprit cultivé et les œuvres poétiques qu'il laisse, comme son épouse Khanzadé Khanüm.

## Postérité
À sa mort, son fils, le futur Sélim Ier Giray n'est encore qu'un enfant.